# Monumento aos Açorianos
O Monumento aos Açorianos é um monumento da cidade de Porto Alegre, em homenagem à chegada, em 1752, dos primeiros sessenta casais açorianos que povoaram a cidade. Foi inaugurado em 26 de março de 1974, aniversário da cidade. A obra possui 17 m de altura por 24 m de comprimento.
O monumento, em linhas futuristas, está localizado no Largo dos Açorianos (que também abriga a histórica Ponte de Pedra), próximo ao Centro Administrativo do Estado. Construído em 1973, feito em aço, é uma obra do escultor Carlos Tenius e lembra uma caravela, composta de corpos humanos entrelaçados, e tendo à frente uma figura alada que lembra o mitológico Ícaro e representa a Vitória.
No monumento existe o seguinte escrito:
"Jamais sonhariam aqueles casais açorianos, que da semente que lançavam ao solo nasceria o esplendor desta cidade."

## Localização
A localização oficial do Monumento aos Açorianos é na praça dos Açores, onde se encontra a Ponte de Pedra (Português: Ponte de Pedra ), às vezes chamada de Ponte dos Açores (Português: Ponte dos Açores ), em si um importante monumento histórico para a história brasileira, também está localizado.  A praça foi originalmente construída como parte do aterro do lago Guaíba. 

## Revitalização
Em meados de 2013, o monumento foi murado pela cidade para protegê-lo do vandalismo.  Em 2016, foi iniciada a primeira fase da restauração da praça. 
A restauração deste monumento foi concluída em 2019, após 3 anos de trabalho. Incluiu a revitalização da praça, além de um espelho d'água em dois níveis diferentes ligados por uma pequena cachoeira, além de um novo sistema de iluminação.  No mesmo ano, a prefeitura de Porto Alegre lançou um edital para adoção da escultura.  A Ordem dos Advogados do Brasil o adotou, comprometendo-se a ter prazo de 12 meses, com possibilidade de renovação ao término do prazo. Em dezembro de 2020, a adoção foi renovada por mais um ano. 